# FIS-Ladies-Winter-Tournee

Logo des FIS Ladies Grand Prix

Die FIS-Ladies-Winter-Tournee, bis 2008 als FIS-Ladies-Grand-Prix bezeichnet, war eine Wettbewerbsserie im Skispringen. Die Tournee wurde zwischen 1999 und 2011 ausgetragen und war die älteste und traditionsreichste Wettkampfserie im Damenskispringen, vergleichbar mit der Vierschanzentournee bei den Herren. Die Serie wurde ab 2008 in den Skisprung-Continental-Cup eingebunden. Seit Einführung des Skisprung-Weltcups für Damen findet die Serie in dieser Form nicht mehr statt.

## Wertung
Die Gesamtwertung erfolgt ähnlich der Vierschanzentournee durch Addition der Ergebnisse der einzelnen Springen.

## Geschichte
Die Tournee wurde erstmals 1999, unter der Bezeichnung FIS Ladies-Grand-Tournee, ausgetragen und bestand aus fünf Einzelspringen, in Braunlage, Baiersbronn, Schönwald, Breitenberg und Ramsau. Im folgenden Jahr wurde Ramsau als Austragungsort durch Saalfelden ersetzt und Braunlage fiel weg. Ebenso wurde in Breitenberg ein Teamspringen ausgetragen. 2001 wurde die Grand-Tournee in FIS Ladies Grand Prix umbenannt. In den folgenden Jahren fanden immer vier Einzelspringen in Baiersbronn, Schönwald, Saalfelden und Breitenberg statt. Zusätzlich zu diesen Springen wurde an einer der vier Stationen ein Teamspringen ausgetragen. Lediglich im Jahr 2001, als das Einzel- und Teamspringen in Saalfelden ausfielen und die Teamwertung durch Addition der Einzelspringen erfolgte, wurde davon abgewichen.
Seit 2005 wird der Ladies Grand Prix im Rahmen des Ladies-Continental Cups (L-COC) veranstaltet. Von Schönwald musste im Jahr 2007 das geplante Springen wegen Schneemangels auf die Langenwaldschanze in Schonach verlegt werden. 2008 wurde auf das Springen in Saalfelden verzichtet, stattdessen sollte ein Springen in Seefeld ausgetragen werden, das aber witterungsbedingt abgesagt werden musste. Da in der Continental-Cup-Saison 2008/09 von der FIS kein Springen an Breitenberg/Rastbüchl vergeben wurde und auch die Bemühungen der Veranstalter scheiterten, dort ein einfaches FIS-Springen außerhalb des L-COCs abzuhalten, wurde im Jahr 2009 kein Ladies Grand Prix mehr ausgetragen, da man den Grand Prix an nur zwei Veranstaltungsorten nicht für durchführbar hielt.
Nachdem Braunlage in den Continental Cupkalender der Saison 2009/10 aufgenommen wurde, standen wieder genügend Austragungsorte zur Verfügung um die Serie fortzusetzen. Um Verwechslungen mit dem Skisprung-Grand-Prix zu vermeiden, wurde die Serie aber als FIS Ladies Winter Tournee bezeichnet. Da die Adlerschanze in Schönwald 2008 stillgelegt wurde, fand das vom SC Schönwald ausgerichtete Springen auf der nur wenige Kilometer entfernten Langenwaldschanze in Schonach statt. 2011 fand zum einzigen Mal ein Springen der Serie in Hinterzarten statt.
Seit Einführung des Skisprung-Weltcups für Damen in der Saison 2011/12 findet die Serie in dieser Form nicht mehr statt.

## Austragungsorte und Schanzen
|                                  | Ort                     | Schanze                          | K-Punkt | Hillsize | Ausrichtungsjahre                                                |
| -------------------------------- | ----------------------- | -------------------------------- | ------- | -------- | ---------------------------------------------------------------- |
| Ruhesteinschanze                 | Baiersbronn             | Große Ruhesteinschanze           | 85 m    | 90 m     | 1999, 2000, 2001, 2002, 2003, 2004, 2005, 2006, 2007, 2008, 2010 |
| Baptist-Kitzlinger-Schanze       | Breitenberg (Rastbüchl) | Baptist-Kitzlinger-Schanze       | 75 m    | 82 m     | 1999, 2000, 2001, 2002, 2003, 2004, 2005, 2006, 2007, 2008       |
| Adlerschanze                     | Schönwald               | Adlerschanze                     | 85 m    | 93 m     | 1999, 2000, 2001, 2002, 2003, 2004, 2005, 2006, 2008             |
| Felix-Gottwald-Schisprungstadion | Saalfelden              | Felix-Gottwald-Schisprungstadion | 85 m    | 95 m     | 2000, 2002, 2003, 2004, 2005, 2006, 2007                         |
| Wurmbergschanze                  | Braunlage               | Wurmbergschanze                  | 90 m    | 100 m    | 1999, 2010, 2011                                                 |
| Langenwaldschanze                | Schonach                | Langenwaldschanze                | 90 m    | 96 m     | 2007, 2010, 2011                                                 |
| Rothaus-Schanze                  | Hinterzarten            | Rothaus-Schanze                  | 95 m    | 108 m    | 2011                                                             |
| W90-Mattensprunganlage           | Ramsau am Dachstein     | W90-Mattensprunganlage           | 90 m    | 98 m     | 1999                                                             |

## Liste der Siegerinnen
| Saison | Austragungsorte                                        | Siegerin         | Zweite           | Dritte           | Team               |
| ------ | ------------------------------------------------------ | ---------------- | ---------------- | ---------------- | ------------------ |
| 1999   | Braunlage, Baiersbronn, Schönwald, Breitenberg, Ramsau | Sandra Kaiser    | Karla Keck       | Daniela Iraschko | nicht ausgetragen  |
| 2000   | Breitenberg, Saalfelden, Schönwald, Baiersbronn        | Daniela Iraschko | Eva Ganster      | Heidi Roth       | Österreich         |
| 2001   | Schönwald, Baiersbronn, Breitenberg                    | Daniela Iraschko | Henriette Smeby  | Eva Ganster      | Österreich*        |
| 2002   | Saalfelden, Breitenberg, Baiersbronn, Schönwald        | Daniela Iraschko | Anette Sagen     | Helena Olsson    | Österreich         |
| 2003   | Breitenberg, Saalfelden, Baiersbronn, Schönwald        | Anette Sagen     | Eva Ganster      | Lindsey Van      | Vereinigte Staaten |
| 2004   | Saalfelden, Breitenberg, Baiersbronn, Schönwald        | Anette Sagen     | Lindsey Van      | Eva Ganster      | Österreich         |
| 2005   | Schönwald, Baiersbronn, Breitenberg, Saalfelden        | Daniela Iraschko | Lindsey Van      | Ulrike Gräßler   | Österreich         |
| 2006   | Baiersbronn, Schönwald, Saalfelden, Breitenberg        | Anette Sagen     | Lindsey Van      | Juliane Seyfarth | Vereinigte Staaten |
| 2007   | Saalfelden, Breitenberg, Baiersbronn, Schonach         | Lindsey Van      | Ulrike Gräßler   | Katie Willis     | Deutschland        |
| 2008   | Breitenberg, Baiersbronn, Schönwald                    | Anette Sagen     | Maja Vtič        | Atsuko Tanaka    | Deutschland**      |
| 2010   | Baiersbronn, Schonach, Braunlage                       | Daniela Iraschko | Anette Sagen     | Ulrike Gräßler   | nicht ausgetragen  |
| 2011   | Schonach, Hinterzarten, Braunlage                      | Coline Mattel    | Daniela Iraschko | Jessica Jerome   | nicht ausgetragen  |

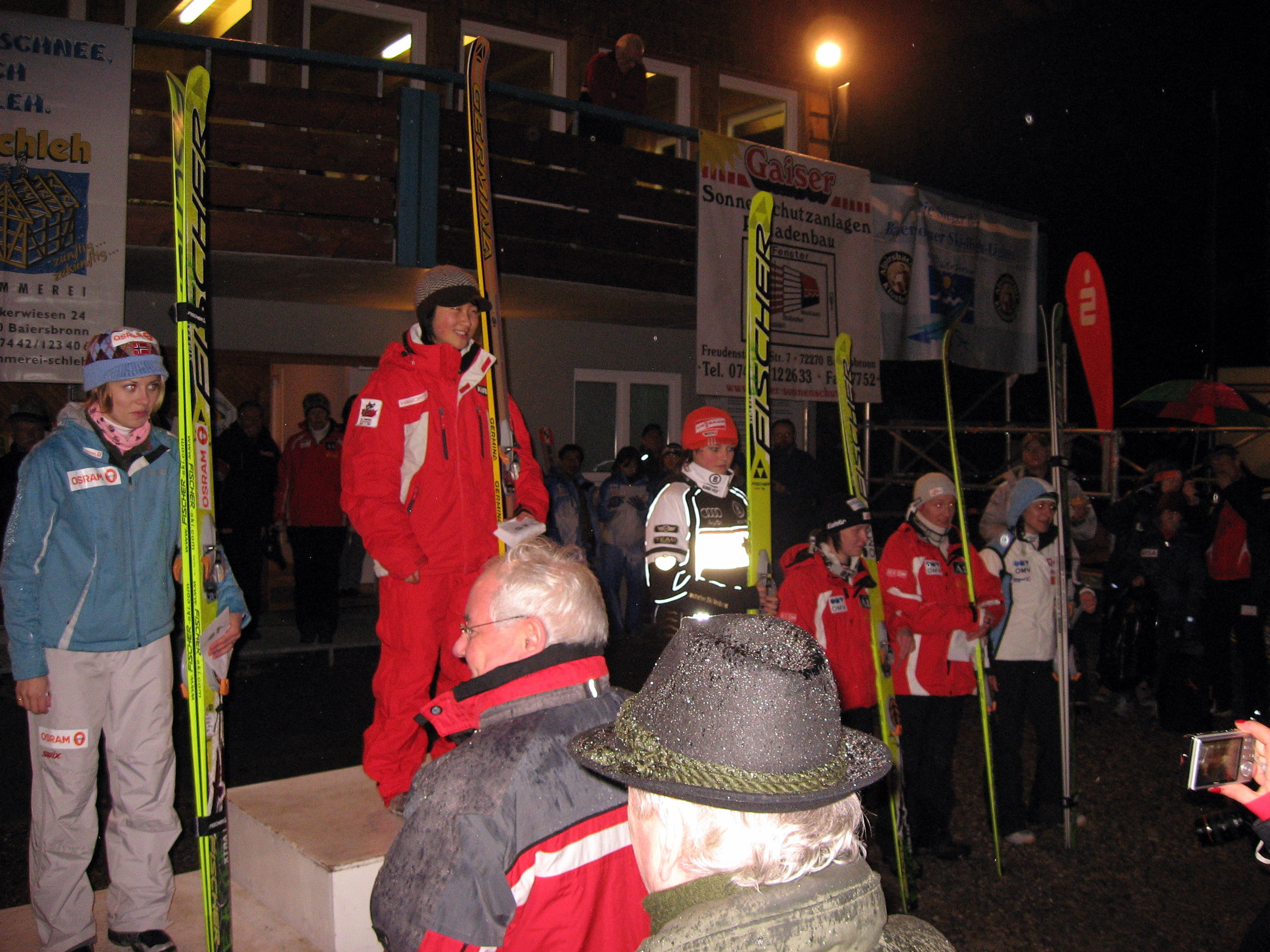
Siegerehrung beim Springen in Baiersbronn 2008

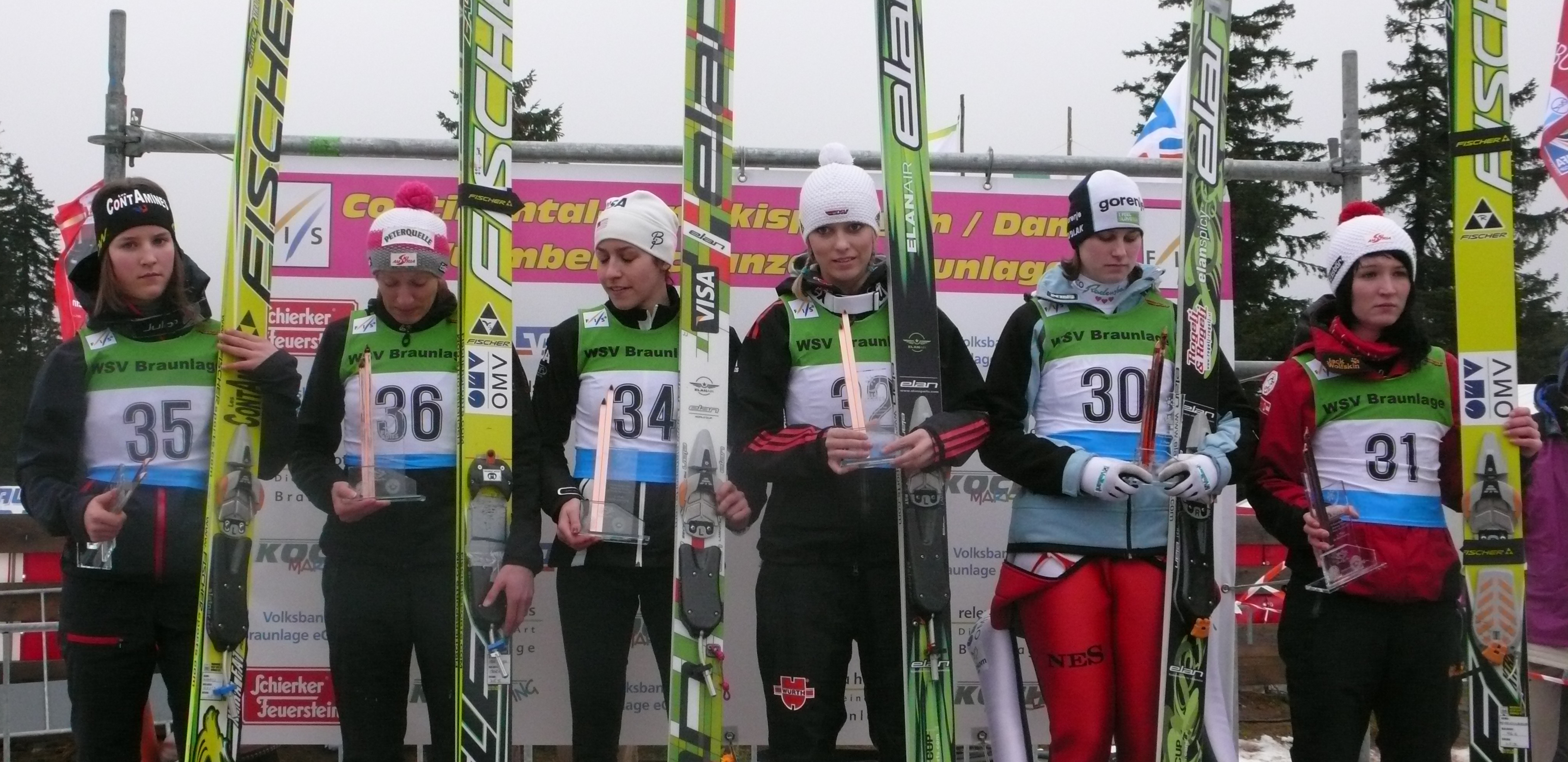
Podium 2011

* Teamspringen ausgefallen, Ermittlung des Siegerteams durch Addition aller Einzelergebnisse.
** Teamspringen ausgefallen, Ermittlung des Siegerteams durch Addition der Einzelergebnisse beim zweiten Springen in Breitenberg.